# Anodonthyla emilei
Espèce
Statut de conservation UICN

 EN B1ab(iii) : En danger
Anodonthyla emilei est une espèce d'amphibiens de la famille des Microhylidae.

## Répartition
Cette espèce est endémique de la province de Fianarantsoa à Madagascar. Elle n'est connue que dans le parc national de Ranomafana, à environ 1 000 m d'altitude.

## Description
Anodonthyla emilei mesure entre 22 et 29 mm. Son dos est brun et présente des taches crème, de petites taches éparses orange et une grande tache orange sur chaque flanc. Son ventre est blanc rosé avec une teinte bleu-violacé au niveau de l'abdomen. Sa gorge est brun clair.

## Étymologie
Son nom d'espèce, emilei, lui a été donné en référence à Emile Rajeriarison, le frère de Theophilus Rajoafiarison à qui l'équipe a décerné l'espèce Anodonthyla theoi, guide au parc national de Ranomafana et fin connaisseur de la diversité et de l'histoire naturelle de faune malgache en forêt humide. Il était présent lors de la découverte plusieurs spécimens de cette nouvelle espèce et en a collecté plusieurs lui-même.

## Publication originale
- Vences, Glaw, Köhler & Wollenberg, 2010 : Molecular phylogeny, morphology and bioacoustics reveal five additional species of arboreal microhylid frogs of the genus Anodonthyla from Madagascar. Contributions to Zoology, vol. 79, p. 1-32 (texte intégral).